# تيرنات
تيرنات أو ترناتي (بالإندونيسية: Ternate)‏ هي أكبر مدينة في إقليم مالوكو الشمالية وفي جزيرة تيرنات ضمن جزر الملوك في إندونيسيا، كما كانت عاصمة سلطنة تيرنات السابقة.
تقع تيرنات قبالة الساحل الغربي لجزيرة هالماهيرا. يبلغ عدد سكان المدينة أقل من 200,000 نسمة تقريبًا يسكنون مساحة تبلغ 111.39 كيلومتر مربع.
مدينة تيرنات تشتهر بزراعة التوابل وبالتحديد القرنفل، وقد اشتهرت سلطنة تيرنات مع سلطنة تيدور المجاورة بتجارة التوابل وازدهرتا اقتصاديا.
أغلب سكان تيرنات مسلمون. ويتكلم سكان تيرنات الأصليون اللغة التيرناتية, والتي تختلف عن الكثير من لغات إندونيسيا لكونها لا تنتمي إلى عائلة اللغات الأسترونيزية. وإنما هي عضو ضمن مجموعة لغات شمال هالماهيرا والتي ترتبط باللهجات العامية غير الأسترونيزية في شبه جزيرة رأس الطائر في بابوا الغربية.

## أعلام
- فاندي مختار